# 切帕 (維諾吉拉季夫區)
48°4′9″N 23°1′6″E / 48.06917°N 23.01833°E
切帕（烏克蘭語：Чепа），是烏克蘭西部的村莊，隸屬外喀爾巴阡州的貝雷霍韋區。該村始建於1300年，面積4.43平方公里，海拔高度127米，2001年人口1,943，人口密度每平方公里440人。